# Fregată Tip 22
Tip 22 Broadsword este o clasă de fregate construite pentru Marina Regală Britanică. Paisprezece nave de acest tip au fost construite în total, producția fiind împărțită în trei generații. Navele din ultima generație au fost retrase din dotarea Marinei Regale Britanice în anul 2011. Șapte nave din primele generații au fost scoase la vânzare și achiziționate de Brazilia (cunoscute drept clasa Greenhalgh), Chile și România („Regele Ferdinand” și „Regina Maria”). Dintre navele disponibilizate, patru așteaptă o decizie privind soarta lor, două au fost scufundate drept ținte și restul au fost casate.
Două fregate din prima generație, HMS Brilliant și HMS Broadsword, au fost folosite cu succes în Războiul Malvinelor, considerat a fi cea mai mare confruntare aeronavală de la sfârșitul celui de-al Doilea Război Mondial până în prezent. Navele din generațiile următoare au fost îmbunătățite în urma experienței dobândite în cursul luptelor din anul 1982.
Fregatele Tip 22 sunt multirol, fiind concepute mai ales pentru luptele antisubmarin în contextul avansului tehnologic al submarinelor sovietice de la sfârșitul Războiului Rece. Navele de luptă din această clasă au fost cele mai mari și mai bine dotate fregate din istoria Marinei Regale Britanice; clasa succesoare, fregatele Tip 23, constă în nave mai mici și mai simple din rațiuni financiare.